# Rudraprayag (Distrikt)
Der Distrikt Rudraprayag (Hindi: रुद्र प्रयाग जिला) ist ein Distrikt des indischen Bundesstaats Uttarakhand. Sitz der Distriktverwaltung ist Rudraprayag.

## Geografie

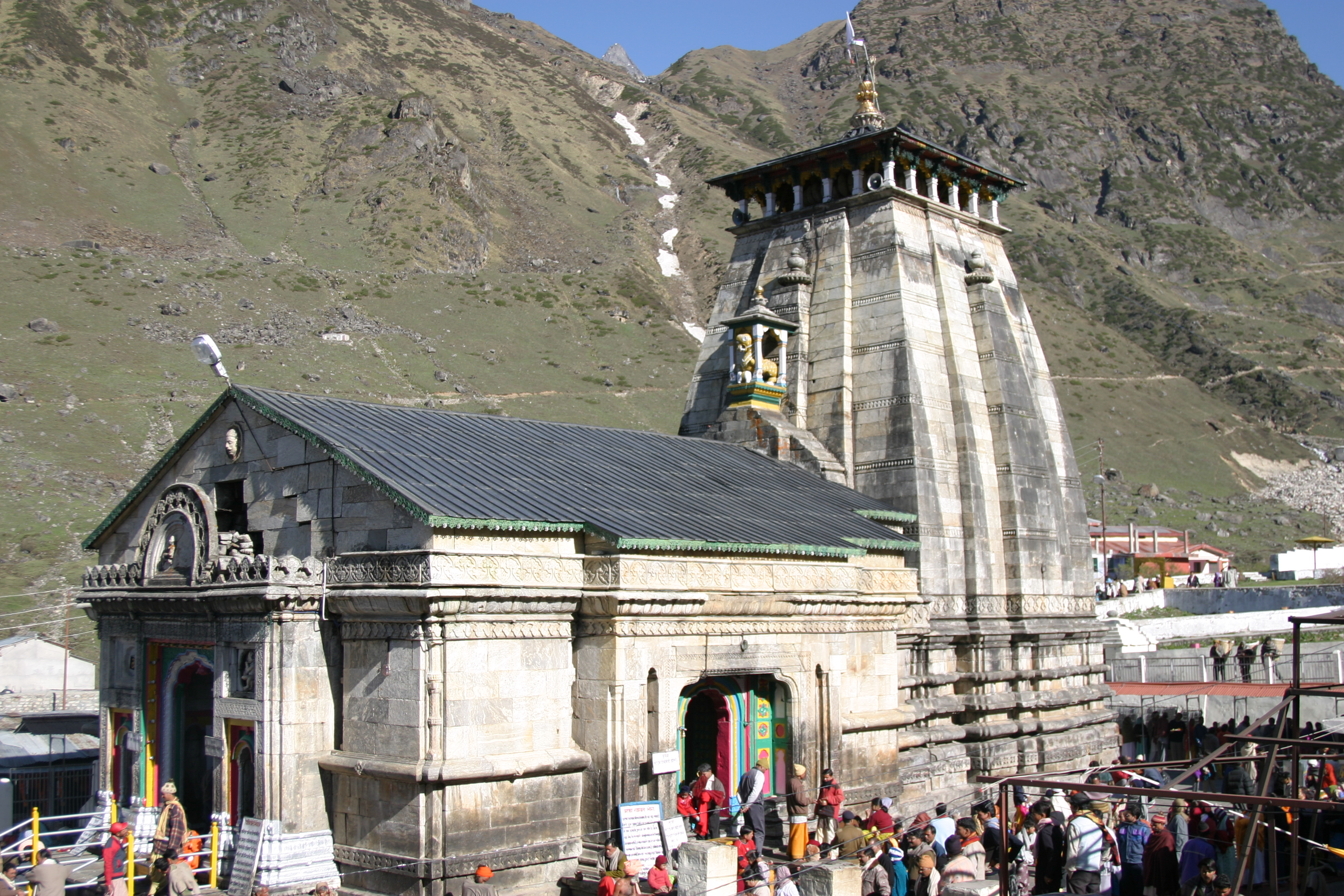
Kedarnath-Tempel

Der Distrikt Rudraprayag liegt in der Division Garhwal im Norden von Uttarakhand im Garhwal-Himalaya. Rudraprayag grenzt im Norden an Uttarkashi, im Westen an Tehri Garhwal, im Süden an Pauri Garhwal sowie im Osten an Chamoli. Die Fläche des Distrikts Rudraprayag beträgt 1984 km². Der Distrikt Rudraprayag wird im Norden vom Mandakini sowie im Süden von der Alaknanda durchflossen. An der Einmündung des Mandakini in die Alaknanda befindet sich das Verwaltungszentrum Rudraprayag. Der Distrikt reicht im Norden bis zum Berg Kedarnath.

## Bevölkerung
Nach der Volkszählung 2011 hatte der Distrikt Rudraprayag 242.285 Einwohner.

## Sehenswertes
Im Distrikt Rudraprayag befindet sich der hinduistische Wallfahrtsort Kedarnath.